# Дани јоргована
Дани јоргована је манифестација која се одржава сваког 26. априла у Краљеву. Посвећена француској принцези и српској краљици Јелени Анжујској, жени краља Уроша Првог Немањића.

## О манифестацији
Манифестација Дани јоргована се одржава с циљем оживљавања легенде о Долини јоргована у Ибарској клисури где је краљ Урош Први посадио мирисне јорговане уочи доласка француске принцезе Јелене Анжујске на српски двор. Учесници ове традиционалне манифестације најпре се окупљају на Тргу српских ратника у Краљеву у 9 часова, потом следи одлазак до задужбине краља Уроша Првог у Сопоћанима, а затим у манастир Градац, женски манастир и задужбину Јелене Анжујске. Централна културно-уметничка приредба, у организацији Друштва српско-француског пријатељства Јелена Анжујска и Туристичке организације Краљево, одржава се међу зидинама средњовековног Маглича, у долини Ибра у 14 часова. Задњих година у оквиру манифестације организује се такмичење у припремању старих јела под називом Јеленина трпеза које повезује српску и француску традиционалну кухињу. Друштво српско - француског пријатељства за ово такмичење додељује награду Трпеза краљице Јелене.

### Занимљивост
У славу Јелене и Немањића, српски народ је у средњем веку у Ибарској клисури засадио јорговане који и данас цветају. Својом хуманошћу и просветитељском мисијом Јелена Анжујска је задужила српски народ који је и данас, на овакав начин и у Књажевцу, слави у знаку мирисних јоргована.